# 苏珊·赫德贝里
苏珊·赫德贝里（瑞典語：Susanne Hedberg，1972年6月26日—），瑞典女子足球运动员，司职中场。她曾代表瑞典国家队参加1991年和1995年国际足联女子世界杯，其中1991年世界杯获得季军。